# Spindelkeilpresse
Spindelkeilpressen zeichnen sich durch eine geneigte Spindel und einen von einem Keil abgestützten Stößel aus. Die Gewindespindel verläuft parallel zur Hypotenuse des Keiles und treibt ihn in einen Konus, woraufhin der zum Keil beweglich gelagerte Stößel entlang der Führung nach unten wandert.
Bei einem Keilwinkel von 24 ° ergeben sich um den Faktor 0,4 kleinere Torsionsmomente und Zugkräfte in der Spindel. Die Maschine arbeitet gegenüber der Spindelpresse aufgrund der Übersetzung ins kleine zwar langsamer, aber der Spindelverschleiß ist geringer und die aufgebrachten Kräfte auf den Stößel höher.